# Philippine Basketball Association
De Philippine Basketball Association (of kortweg PBA) is een professionele basketbalcompetitie in de Filipijnen. De PBA werd in 1975 opgericht en was de eerste, en daarmee nu tevens de oudste, professionele basketbalcompetitie in Azië. 

## Competitie
De Philippine Basketball Association bestaat uit 10 clubs. Sinds 2004 is de competitie in de PBA verdeeld in twee zogenaamde conferences, waaraan alle tien teams deelnemen. Van oktober tot februari wordt in de all-Filipino conference gespeeld om de PBA Philippine Cup. De teams mogen in de wedstrijden om deze cup geen buitenlandse spelers opstellen. Van maart tot juli wordt vervolgens gespeeld in de PBA Fiesta Conference. In wedstrijden in de Fiesta Conference mag een buitenlandse speler worden opgesteld.

## Teams seizoen 2011/2012
| Naam                          | Eerste seizoen | Teamkleuren              | Sponsor                              | Titels |
| ----------------------------- | -------------- | ------------------------ | ------------------------------------ | ------ |
| Air21 Express                 | 2002           | Indigo en wit            | Airfreight 2100, Inc.                | 0      |
| Alaska Aces                   | 1986           | Rood, zwart en wit       | Alaska Milk Corporation              | 14     |
| B-Meg Llamados                | 1988           | Rood, zwart, geel en wit | San Miguel-Pure Foods Co., Inc.*     | 9      |
| Barako Bull Energy            | 200-           | Zwart, rood, geel en wit | Photokina Marketing Corp.            | 0      |
| Barangay Ginebra Kings        | 1979           | Rood en wit              | Ginebra San Miguel, Inc.*            | 8      |
| Meralco Bolts                 | 2010           | Oranje en wit            | Manila Electric Company              | 0      |
| Petron Blaze Boosters         | 1975**         | Red en wit               | San Miguel Beverages, Inc.*          | 19     |
| Powerade Tigers               | 2002           | Blauw, wit grijs         | Coca-Cola Bottlers Philippines, Inc. | 2      |
| Rain or Shine Elasto Painters | 2006/2007      | Blauw en wit             | Asian Coatings Philippines           | 1      |
| Talk 'N Text Tropang Texters  | 1990           | Geel, blauw en wit       | Pilipino Telephone Corporation       | 5      |

* dochterondernemingen van de San Miguel Corporation.

**Trok zich terug in het seizoen van 1985, en keerde terug in de derde conference van het seizoen van 1986.

## Regels
De regels die in de PBA gebruikt worden zijn een combinatie van die van de FIBA en de NBA:
- Zo bestaat een wedstrijd uit vier delen van 12 minuten (NBA).
- De drie punten lijn ligt op 6,25 meter van de basket (FIBA). Voorheen was deze afstand 6,70 meter.
- De beperkte gebied (gebied onder de basket) is trapeziumvormig, volgens de FIBA standaard. Voorheen was het beperkte gebied in de PBA rechthoekig zoals bij de NBA.
- Zoneverdediging is net in de NBA geoorloofd. Voorheen mocht een verdediger ook gebruikmaken van "illegal defense" (verdediger langer dan drie seconden in het beperkte gebied zonder een speler te verdedigen).
- Elke fout na de vijfde fout in een kwart, geeft de aanvaller recht op twee vrije worpen. De fouten worden doorgeteld wanneer sprake is van een verlenging.
- In de PBA Philipine Cup mogen alleen Filipino's deelnemen. In de Fiesta Conference mag elk team een buitenlandse import-speler toevoegen. Deze buitenlander mag een onbeperkt lengte hebben. De twee teams met het slechtste resultaat in de Philippine Cup mogen nog een extra import toevoegen met een maximale lengte van 1,85 m (6'1").

De PBA heeft ook enkele afwijkende regels:
- Als de tijd die nog resteert minder dan 0,2 seconde bedraagt, wordt het betreffende kwart direct afgesloten.
- Indien een speler van het aanvallende team tijdens een zogenaamde "fastbreak" wordt geraakt door een speler van het verdedigende team zonder dat die daarbij voor de bal ging, wordt een zogenaamde "advantage foul" toegekend. In dat geval krijgt het aanvallende team twee vrije worpen en hernieuwd balbezit.

## Kampioenen PBA per seizoen

### 1975-1983
| Seizoen | Competitie          | Kampioen               | Series | Tweede plek  | Derde plek         | Winnende coach |
| ------- | ------------------- | ---------------------- | ------ | ------------ | ------------------ | -------------- |
| 1975    | All-Filipino        | Toyota                 | 3–1    | Crispa       | U/Tex              | Dante Silverio |
| 1975    | Open                | Toyota                 | 2–1    | Crispa       | Noritake           | Dante Silverio |
| 1975    | All-Philippine      | Crispa                 | 3–2    | Toyota       | U/Tex              | Baby Dalupan   |
| 1976    | All-Filipino        | Crispa                 | 3–1    | Toyota       | Mariwasa           | Baby Dalupan   |
| 1976    | Open                | Crispa                 | 3–1    | Toyota       | Royal              | Baby Dalupan   |
| 1976    | All-Philippine      | Crispa                 | 3–2    | Toyota       | U/Tex              | Baby Dalupan   |
| 1977    | All-Filipino        | Crispa                 | 3–2    | Mariwasa     | Toyota             | Baby Dalupan   |
| 1977    | Open                | Crispa                 | 3–2    | U/Tex        | Toyota             | Baby Dalupan   |
| 1977    | Invitational        | Toyota                 | 3–0    | Emtex Brazil | Crispa             | Dante Silverio |
| 1978    | All-Filipino        | Toyota                 | 3–1    | Filmanbank   | Tanduay            | Dante Silverio |
| 1978    | Open                | U/Tex                  | 3–0    | Crispa       | Toyota             | Tommy Manotoc  |
| 1978    | Invitational        | Toyota                 | 3–1    | Tanduay      | Crispa             | Dante Silverio |
| 1979    | All-Filipino        | Crispa                 | 3–2    | Toyota       | Tanduay            | Baby Dalupan   |
| 1979    | Open                | Royal                  | 3–1    | Toyota       | Great Taste        | Eddie Ocampo   |
| 1979    | Invitational        | Toyota                 | 3–1    | Crispa       | U/Tex              | Fort Acuña     |
| 1980    | Open                | U/Tex                  | 3–2    | Toyota       | Crispa             | Tommy Manotoc  |
| 1980    | Invitational        | Nicholas Stoodley (VS) | 2–0    | Toyota       | Adidas (Frankrijk) | J. Webber      |
| 1980    | All-Filipino        | Crispa                 | 3–1    | Toyota       | Tanduay            | Baby Dalupan   |
| 1981    | Open                | Toyota                 | 3–2    | Crispa       | U/Tex              | Eddie Ocampo   |
| 1981    | Invitational        | Crispa                 | 3–1    | U/Tex        | Presto             | Baby Dalupan   |
| 1982    | Reinforced Filipino | Toyota                 | 4–3    | San Miguel   | Crispa             | Eddie Ocampo   |
| 1982    | Invitational        | San Miguel             | 2–1    | Crispa       | South Korea        | Tommy Manotoc  |
| 1982    | Open                | Toyota                 | 3–0    | Gilbey's     | San Miguel         | Eddie Ocampo   |
| 1983    | All-Filipino        | Crispa                 | 3–0    | Gilbey's     | Great Taste        | Tommy Manotoc  |
| 1983    | Reinforced Filipino | Crispa                 | 3–2    | Great Taste  | Tanduay            | Tommy Manotoc  |
| 1983    | Open                | Crispa                 | 3–0    | Great Taste  | San Miguel         | Tommy Manotoc  |

### 1984–1992
| Seizoen | Competitie          | Kampioen        | Series | Tweede plek | Derde plek      | Winnende coach   |
| ------- | ------------------- | --------------- | ------ | ----------- | --------------- | ---------------- |
| 1984    | First All-Filipino  | Crispa          | 4–1    | Gilbey's    | Northern Cement | Narciso Bernardo |
| 1984    | Second All-Filipino | Great Taste     | 3–0    | Beer Hausen | Tanduay         | Baby Dalupan     |
| 1984    | Invitational        | Great Taste     | 3–2    | Crispa      | Beer Hausen     | Baby Dalupan     |
| 1985    | Open                | Great Taste     | 4–2    | Magnolia    | Northern Cement | Baby Dalupan     |
| 1985    | All-Filipino        | Great Taste     | 3–1    | Shell       | Tanduay         | Baby Dalupan     |
| 1985    | Reinforced          | Northern Cement | 4–0    | Manila Beer | Ginebra         | Ron Jacobs       |
| 1986    | Reinforced          | Tanduay         | 4–2    | Great Taste | Ginebra         | Turo Valenzona   |
| 1986    | All-Filipino        | Tanduay         | 3–1    | Ginebra     | Shell           | Turo Valenzona   |
| 1986    | Open                | Ginebra         | 4–1    | Manila Beer | Great Taste     | Robert Jaworski  |
| 1987    | Open                | Tanduay         | 4–1    | Great Taste | Magnolia        | Turo Valenzona   |
| 1987    | All-Filipino        | Great Taste     | 3–0    | Hills Bros. | Magnolia        | Baby Dalupan     |
| 1987    | Reinforced          | San Miguel      | 4–1    | Hills Bros. | Ginebra         | Norman Black     |
| 1988    | Open                | San Miguel      | 4–3    | Purefoods   | Alaska          | Norman Black     |
| 1988    | All-Filipino        | Añejo           | 3–1    | Purefoods   | Alaska          | Robert Jaworski  |
| 1988    | Reinforced          | San Miguel      | 4–1    | Shell       | Añejo           | Norman Black     |
| 1989    | Open                | San Miguel      | 4–1    | Shell       | Alaska          | Norman Black     |
| 1989    | All-Filipino        | San Miguel      | 4–2    | Purefoods   | Shell           | Norman Black     |
| 1989    | Reinforced          | San Miguel      | 4–1    | Añejo       | Alaska          | Norman Black     |
| 1990    | First Conference    | Shell           | 4–2    | Añejo       | San Miguel      | Arlene Rodriguez |
| 1990    | All-Filipino        | Presto          | 4–3    | Purefoods   | Añejo           | Jimmy Mariano    |
| 1990    | Third Conference    | Purefoods       | 3–2    | Alaska      | Shell           | Baby Dalupan     |
| 1991    | First Conference    | Ginebra         | 4–3    | Shell       | Sarsi           | Robert Jaworski  |
| 1991    | All-Filipino        | Purefoods       | 3–2    | Sarsi       | Alaska          | Ely Capacio      |
| 1991    | Third Conference    | Alaska          | 3–1    | Ginebra     | San Miguel      | Tim Cone         |
| 1992    | First Conference    | Shell           | 4–1    | San Miguel  | Alaska          | Rino Salazar     |
| 1992    | All-Filipino        | San Miguel      | 4–3    | Purefoods   | Swift           | Norman Black     |
| 1992    | Third Conference    | Swift           | 4–0    | 7-Up        | Ginebra         | Yeng Guiao       |

### 1993–2002
| Seizoen | Competitie     | Kampioen     | Series | Tweede plek      | Derde plek       | Winnende coach  |
| ------- | -------------- | ------------ | ------ | ---------------- | ---------------- | --------------- |
| 1993    | All-Filipino   | Coney Island | 4–2    | San Miguel       | Swift            | Chot Reyes      |
| 1993    | Commissioner's | Swift        | 4–2    | Purefoods        | San Miguel       | Yeng Guiao      |
| 1993    | Governors      | San Miguel   | 4–1    | Swift            | Sta. Lucia       | Norman Black    |
| 1994    | All-Filipino   | San Miguel   | 4–2    | Coney Island     | Alaska           | Norman Black    |
| 1994    | Commissioner's | Purefoods    | 4–1    | Alaska           | Swift            | Chot Reyes      |
| 1994    | Governors      | Alaska       | 4–2    | Swift            | Pepsi            | Tim Cone        |
| 1995    | All-Filipino   | Sunkist      | 4–3    | Alaska           | Sta. Lucia       | Derrick Pumaren |
| 1995    | Commissioner's | Sunkist      | 4–2    | Alaska           | Sta. Lucia       | Derrick Pumaren |
| 1995    | Governors      | Alaska       | 4–3    | San Miguel       | Sunkist          | Tim Cone        |
| 1996    | All-Filipino   | Alaska       | 4–1    | Purefoods        | San Miguel       | Tim Cone        |
| 1996    | Commissioner's | Alaska       | 4–3    | Shell            | Sta. Lucia       | Tim Cone        |
| 1996    | Governors      | Alaska       | 4–1    | Ginebra          | Shell            | Tim Cone        |
| 1997    | All-Filipino   | Purefoods    | 4–2    | Gordon's         | Sta. Lucia       | Eric Altamirano |
| 1997    | Commissioner's | Gordon's     | 4–2    | Alaska           | San Miguel       | Robert Jaworski |
| 1997    | Governors      | Alaska       | 4–1    | Purefoods        | San Miguel       | Tim Cone        |
| 1998    | All-Filipino   | Alaska       | 4–3    | San Miguel       | Pop Cola         | Tim Cone        |
| 1998    | Commissioner's | Alaska       | 4–2    | San Miguel       | Pop Cola         | Tim Cone        |
| 1998    | Centennial*    | Mobiline     | 1–0    | Shell            | Pop Cola         | Eric Altamirano |
| 1998    | Governors      | Shell        | 4–3    | Mobiline         | Purefoods        | Perry Ronquillo |
| 1999    | All-Filipino   | Shell        | 4–2    | Tanduay          | Barangay Ginebra | Perry Ronquillo |
| 1999    | Commissioner's | San Miguel   | 4–2    | Shell            | Alaska           | Jong Uichico    |
| 1999    | Governors      | San Miguel   | 4–2    | Alaska           | Tanduay          | Jong Uichico    |
| 2000    | All-Filipino   | Alaska       | 4–1    | Purefoods        | Tanduay          | Tim Cone        |
| 2000    | Commissioner's | San Miguel   | 4–1    | Sta. Lucia       | Alaska           | Jong Uichico    |
| 2000    | Governors      | San Miguel   | 4–1    | Purefoods        | Red Bull         | Jong Uichico    |
| 2001    | All-Filipino   | San Miguel   | 4–2    | Barangay Ginebra | Pop Cola         | Jong Uichico    |
| 2001    | Commissioner's | Red Bull     | 4–2    | San Miguel       | Alaska           | Yeng Guiao      |
| 2001    | Governors      | Sta. Lucia   | 4–2    | San Miguel       | Shell            | Norman Black    |
| 2002    | Governors      | Purefoods    | 4–3    | Alaska           | Coca-Cola        | Ryan Gregorio   |
| 2002    | Commissioner's | Red Bull     | 4–3    | Talk 'N Text     | San Miguel       | Yeng Guiao      |
| 2002    | All-Filipino   | Coca-Cola    | 3–1    | Alaska           | San Miguel       | Chot Reyes      |

### 2003–2010
| Seizoen | Competitie   | Kampioen         | Series | Tweede plek      | Derde plek   | Winnende coach   |
| ------- | ------------ | ---------------- | ------ | ---------------- | ------------ | ---------------- |
| 2003    | All-Filipino | Talk 'N Text     | 4–2    | Coca-Cola        | Alaska       | Joel Banal       |
| 2003    | Invitational | Alaska           | 2–1    | Coca-Cola        | FedEx        | Tim Cone         |
| 2003    | Reinforced   | Coca-Cola        | 4–3    | San Miguel       | Talk 'N Text | Chot Reyes       |
| (2004)  | Fiesta       | Barangay Ginebra | 3–1    | Red Bull         | Talk 'N Text | Siot Tanquingcen |
| 2004/05 | Philippine   | Barangay Ginebra | 4–2    | Talk 'N Text     | San Miguel   | Siot Tanquingcen |
| 2004/05 | Fiesta       | San Miguel       | 4–1    | Talk 'N Text     | Shell        | Jong Uichico     |
| 2005/06 | Fiesta       | Red Bull         | 4–2    | Purefoods        | Air21        | Yeng Guiao       |
| 2005/06 | Philippine   | Purefoods        | 4–2    | Red Bull         | Alaska       | Ryan Gregorio    |
| 2006/07 | Philippine   | Barangay Ginebra | 4–2    | San Miguel       | Talk 'N Text | Jong Uichico     |
| 2006/07 | Fiesta       | Alaska           | 4–3    | Talk 'N Text     | Red Bull     | Tim Cone         |
| 2007/08 | Philippine   | Sta. Lucia       | 4–3    | Purefoods        | Red Bull     | Boyet Fernandez  |
| 2007/08 | Fiesta       | Barangay Ginebra | 4–3    | Air21            | Red Bull     | Jong Uichico     |
| 2008/09 | Philippine   | Talk 'N Text     | 4–3    | Alaska           | Sta. Lucia   | Chot Reyes       |
| 2008/09 | Fiesta       | San Miguel       | 4–3    | Barangay Ginebra | Burger King  | Siot Tanquingcen |
| 2009/10 | Philippine   | Purefoods        | 4–0    | Alaska           | San Miguel   | Ryan Gregorio    |
| 2009/10 | Fiesta       | Alaska           | 4–2    | San Miguel       | Talk 'N Text | Tim Cone         |

### 2010–heden
| Seizoen | Competitie         | Kampioen                      | Series | Tweede plek      | Winnende coach |
| ------- | ------------------ | ----------------------------- | ------ | ---------------- | -------------- |
| 2010/11 | Philippine Cup     | Talk 'N Text                  | 4–2    | San Miguel       | Chot Reyes     |
| 2010/11 | Commissioner's Cup | Talk 'N Text                  | 4–2    | Barangay Ginebra | Chot Reyes     |
| 2010/11 | Governors Cup      | Petron                        | 4–3    | Talk 'N Text     | Ato Agustin    |
| 2011/12 | Philippine Cup     | Talk 'N Text                  | 4–1    | Powerade         | Chot Reyes     |
| 2011/12 | Commissioner's Cup | B-Meg Llamados                | 4-3    | Talk 'N Text     | Tim Cone       |
| 2011/12 | Governors Cup      | Rain or Shine Elasto Painters | 4-3    | B-Meg Llamados   | Yeng Guiao     |
| 2012/13 | Philippine Cup     | Talk 'N Text                  | 4-0    | Rain or Shine    | Norman Black   |
| 2012/13 | Commissioner's Cup | Alaska                        | 3–0    | Barangay Ginebra | Luigi Trillo   |
| 2012/13 | Governors Cup      | San Mig Coffee                | 4–3    | Petron Blaze     | Tim Cone       |
| 2013/14 | Philippine Cup     | San Mig Coffee                | 4-2    | Rain or Shine    | Tim Cone       |
| 2013/14 | Commissioner's Cup | San Mig Coffee                | 3-1    | Talk 'N Text     | Tim Cone       |
| 2013/14 | Governors Cup      | San Mig Coffee                | 3-2    | Rain or Shine    | Tim Cone       |